# Bet Jan
Bet Jan (en hebreu: בית ג'ן) és un consell local del districte del Nord d'Israel. És situat a 15 km al nord-est de Karmiel, en un dels punts més alts de l'estat d'Israel, el mont Merom.
Els primers habitants s'hi establiren cap al segle xi. L'any 1964 el poble obtingué l'estatus de consell local. Amb una majoria de població drusa, l'activitat econòmica de la localitat es basa en l'agricultura i el turisme. A Bet Jan s'hi troba la tomba de Baha al-Din, una figura sagrat per als drusos.
En 2004, dos joves de Bet Jan van ser morts accidentalment per dos soldats de l'exèrcit israelià mentre caçaven verros.
Bet Jan és una de les poblacions objectiu dels míssils Katiuixa llançats per Hesbol·là el 14 de juliol de 2006 durant la crisi israelolibanesa de 2006.